# David Bamber
David James Bamber (19 de setembro de 1954) é um ator britânico, conhecido pelo seu trabalho no teatro e na televisão.

## Filmografia
| Ano  | Título               | Papel                   | Diretor/Realizador |
| 1982 | Privates on Parade   | Sargento Charles Bishop | Michael Blakemore  |
| 1988 | High Hopes           | Rupert Booth-Braine     | Mike Leigh         |
| 1992 | Dakota Road          | Homem no trem           | Nick Ward          |
| 1992 | Year of the Comet    | Albert                  | Peter Yates        |
| 1995 | Pride and Prejudice  | Mr. Collins             | Simon Langton      |
| 1996 | Wet and Dry          |                         | John McKay         |
| 2002 | Gangs of New York    | Passenger               | Martin Scorsese    |
| 2002 | The Bourne Identity  | Cônsul Clerk            | Doug Liman         |
| 2003 | I Capture the Castle | Vicar                   | Tim Fywell         |
| 2005 | The Clap             |                         |                    |
| 2006 | Miss Potter          | Fruing Warne            | Chris Noonan       |
| 2007 | The All Together     | Robin Swain             | Gavin Claxton      |
| 2008 | Valkyrie             | Adolf Hitler            | Bryan Singer       |